# 圖爾卡河
圖爾卡河（烏克蘭語：Турка），是烏克蘭的河流，位於該國西部，屬於普魯特河的左支流，河道全長35公里，流域面積140平方公里，河畔城鎮有扎博洛蒂夫。